# Флореску, Виктор
Виктор Флореску (рум. Victor Florescu; род. 5 октября 1973, Кишинёв) — молдавский дзюдоист, чемпион Молдавии, серебряный призёр чемпионата мира, участник летних Олимпийский игр 2000 года в Сиднее.

## Карьера
Выступал в средней (до 90 кг) весовой категории. В 2003 году стал чемпионом страны. Серебряный призёр чемпионата мира 1999 года.
На летних Олимпийских игр 2000 года в Сиднее Флореску в первой схватке чисто проиграл представителю Мавритании Жан-Клоду Рафаэлю и выбыл из борьбы за медали.